# 黄韜
黄 韜（こう とう、? - 348年）は、五胡十六国時代の人物。豫章郡の出身。

## 生涯
永和4年（348年）12月、孝神皇帝を自称した。臨川出身の李高を相に任じると、数千の衆を集め、自らは犢車に乗り皁袍を着用したという。
その後、臨川を始めとした郡県を荒らし回った。臨川郡太守庾條が鎮圧に赴くと、黄韜は敗北を喫した。これにより乱は平定された。